# Église Saint-Médard de Saint-Mard-de-Réno
L'église Saint-Médard est une église catholique située à Saint-Mard-de-Réno en France.

## Localisation
L'église est située dans le département français de l'Orne dans le bourg de la commune de  Saint-Mard-de-Réno.

## Historique
L'église est fondée au XIIe siècle et agrandie aux XVIe et XVIIe siècles.

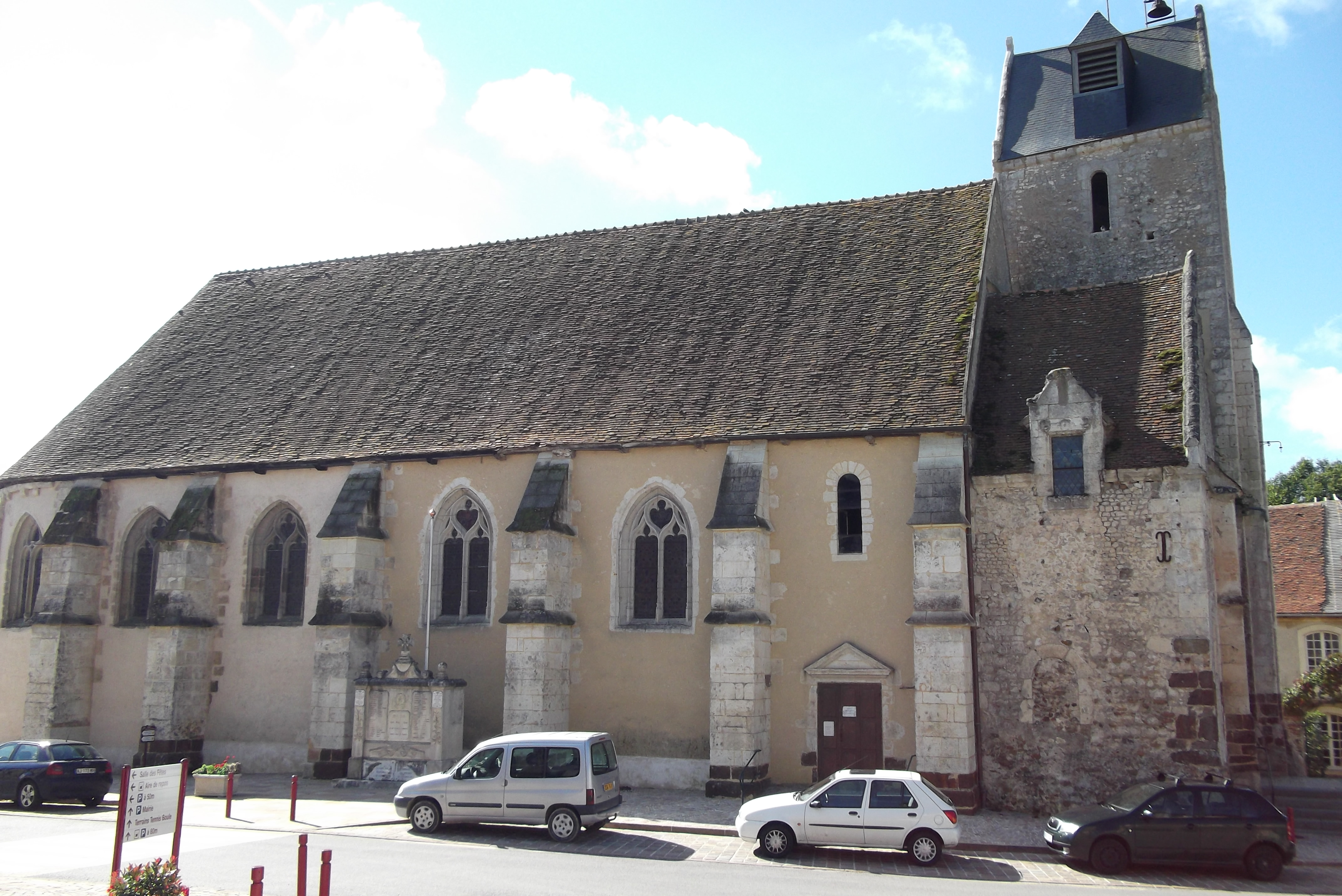
Le côté latéral de l'édifice.

Au XVe siècle, deux salles sont accolées à l'édifice, le chapîtrel et l'autre destinée à la confrérie de charité.
L'édifice était entouré d'un cimetière jusqu'en 1842. 
En dépit des transformations l'édifice est harmonieux.
L'édifice est inscrit au titre des monuments historiques le 24 novembre 1998.
L'association pour la sauvegarde de l'art français octroie un don de 11 000 € en 2008 et en 2010 pour des travaux de gros œuvre.

## Architecture et mobilier
L'église possède un riche mobilier protégé : un maître-autel  et un tabernacle du XVIIe siècle, un autel néo-classique du XIXe siècle et en outre des statues, dont une éducation de la Vierge et une Vierge de Pitié du XVIe siècle.
L'édifice conserve également une clôture en bois qui séparait le chœur de la nef, deux autels latéraux, et également du mobilier du XVIIIe siècle.